# فلورنس (بازی ویدئویی)
فلورنس (انگلیسی: Florence) یک بازی ویدئویی داستان‌سرایی تعاملی در سبک ماجراجویی است که توسط استودیوی مانتنز توسعه یافته و به‌وسیلهٔ آناپورنا اینتراکتیو و در سال ۲۰۱۸ در پلت‌فرم‌های آی‌اواس، اندروید، و فوریه ۲۰۲۰، برای مایکروسافت ویندوز، مک‌اواس و نینتندو سوئیچ منتشر شده است.
کن وونگ، طراح اصلی، می‌خواست بازی‌هایی بسازد که از خشونت اجتناب کنند و از اثرش در عنوان دره بقعه الهام گرفت تا تجربه‌ای متمرکز بر روایت داشته باشد که شامل معماها نیز می‌شود. بازی با واکنش‌های مثبتی از سوی منتقدان همراه بود، که سبک هنری، موسیقی و ساختار روایی آن مورد تحسین قرار گرفت، اما منتقدان نسبت به پایان‌بندی آن انتقاداتی داشتند.